# Kościół Trójcy Świętej w Rudnej
Kościół Trójcy Świętej – rzymskokatolicki kościół parafialny należący do dekanatu Polkowice diecezji legnickiej.

## Historia
Obecna budowla została wzniesiona w latach 1859 – 1862 po ponownym przejęciu kościoła św. Katarzyny przez protestantów w 1707 roku. 

## Architektura

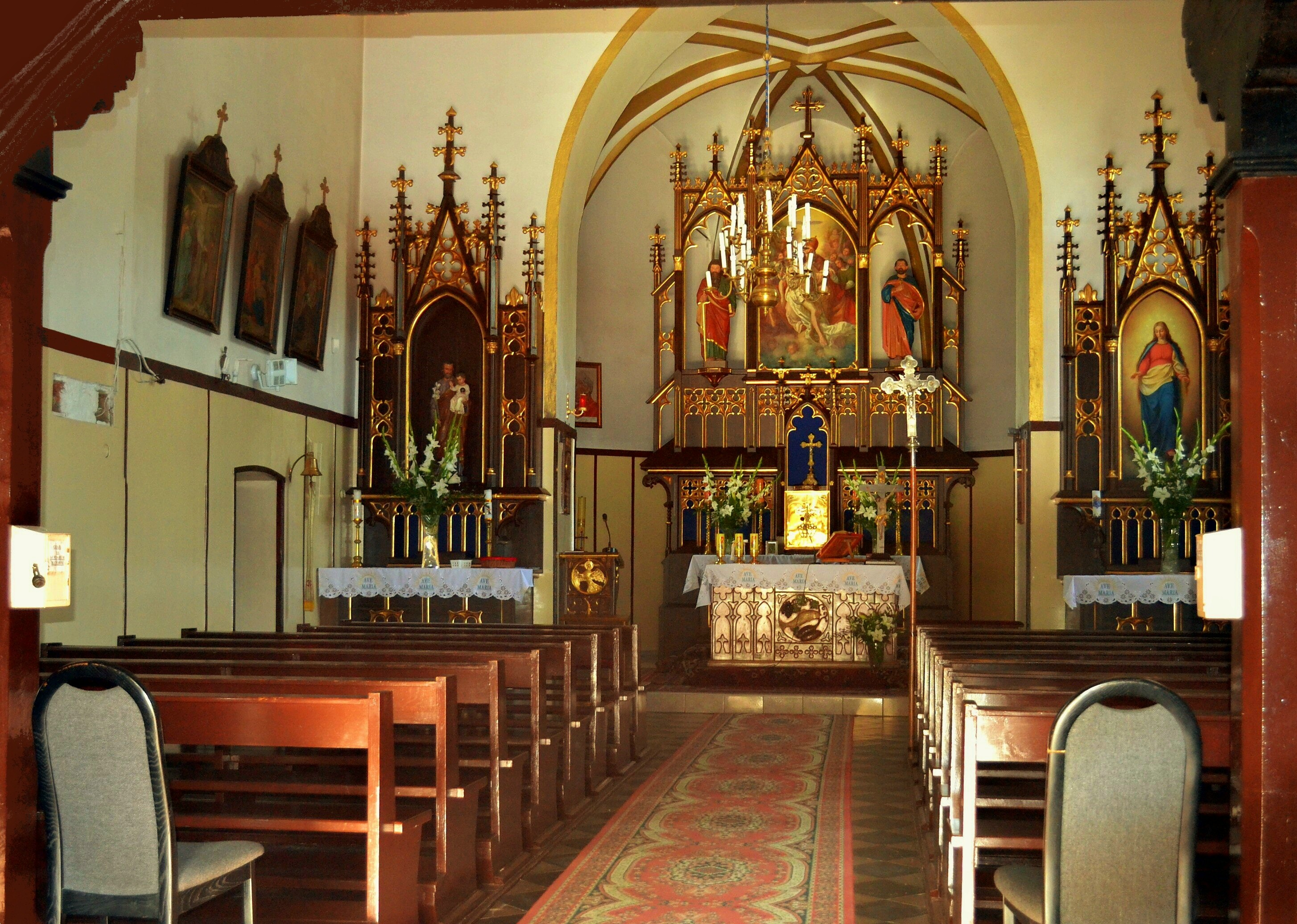
Wnętrze świątyni

Jest to orientowana świątynia wybudowana w stylu neogotyckim z cegły na planie prostokąta. Kościół jest jednonawowy, salowy, jego prezbiterium jest trójbocznie zamknięte i nakrywa je sklepienie żebrowe. Od strony zachodniej do nawy jest dostawiona wieża na planie prostokąta, która od wysokości kalenicy dachu nawy przechodzi w ośmiokąt. Zwieńcza ją wysoki, ostrosłupowy dach hełmowy. Otwory okienne i drzwiowe są ozdobione ostrołukami. Budowla opięta jest przyporami. Całość nakrywają dwupołaciowe dachy ceramiczne. 

## Wyposażenie
We wnętrzu zachowały się elementy wyposażenia powstałe w czasie budowy kościoła.